# Henry Maudslay
Henry Maudslay (ur. 22 sierpnia 1771 w Londynie, zm. 14 lutego 1831 tamże) – angielski inżynier, wynalazca i przemysłowiec.

## Życiorys
Wraz z wynalazcą Bramahem skonstruował w 1795 pierwszą prasę hydrauliczną. Dwa lata później zbudował pierwszą tokarkę w całości wykonaną z metalu z mechanicznym suportem, tak by można jej było używać do precyzyjnego nacinania gwintów śrub; umożliwiała ona także nieznaną wcześniej wymienność sworzni i nakrętek oraz standaryzację gwintów.
W latach (1801-1808) wraz z inżynierem Brunelem skonstruował urządzenia dla stoczni w Portsmouth, a w 1820 wraz z Bramahem − tokarkę wrzecionową do produkcji wielkoseryjnej. Przedsiębiorstwo Maudslaya zajęło się później produkcją okrętowych silników parowych. Po jego śmierci w 1850 firma dostarczyła ponad dwieście statków z silnikami parowymi. Pod koniec życia Maudslay zainteresował się astronomią i zaczął budować teleskop. Chciał zbudować prywatne obserwatorium, ale zmarł, zanim udało mu się zrealizować swój plan.